# أنجي يوان بوني
أنجي يوان بوني (مواليد 25 أكتوبر 2003) هو لاعب كرة قدم فرنسي يلعب في مركز المهاجم في نادي بارما.

## روابط خارجية
- أنجي يوان بوني على موقع قاعدة بيانات كرة القدم.إي يو (الإنجليزية)
- أنجي يوان بوني على موقع ليكيب (الفرنسية)
- أنجي يوان بوني على موقع Soccerway.com (الإنجليزية)
- أنجي يوان بوني على موقع عالم كرة القدم.نت (الإنجليزية)